# Teoria da gravidade do arco-íris

A teoria da gravidade do arco-íris sugere que a gravidade afeta diferentes comprimentos de onda da mesma forma que um prisma afeta a luz.

A gravidade do arco-íris (ou "arco-íris da gravidade") é uma teoria de que diferentes comprimentos de onda da luz experimentam diferentes níveis de gravidade e são separados da mesma forma que um prisma divide a luz branca em um arco-íris. Esse fenômeno seria imperceptível em áreas de gravidade relativamente baixa, como a Terra, mas seria significativo em áreas de gravidade extremamente alta, como um buraco negro. Como tal, a teoria afirma refutar que o universo tem um começo ou Big Bang, já que a teoria do big bang exige que todos os comprimentos de onda da luz sejam impactados pela gravidade na mesma extensão. A teoria foi proposta pela primeira vez em 2003, pelos físicos Lee Smolin e João Magueijo, e afirma preencher a lacuna entre a relatividade geral e a mecânica quântica. Os cientistas estão atualmente tentando detectar a gravidade do arco-íris usando o Grande colisor de hádrons (L.H.C.).

## Conhecimento
A origem da teoria da gravidade do arco-íris é em grande parte o produto da disparidade entre a relatividade geral e a mecânica quântica. Mais especificamente, "localidade", ou o conceito de causa e efeito que orienta os princípios da relatividade geral, é matematicamente inconciliável com a mecânica quântica. Esse problema ocorre devido a funções incompatíveis entre os dois campos; em particular, os campos aplicam abordagens matemáticas radicalmente diferentes na descrição do conceito de curvatura no espaço-tempo quadridimensional. Historicamente, essa divisão matemática começa com a disparidade entre as teorias da relatividade de Einstein, que viam a física através das lentes da causalidade, e a física clássica, que interpretava a estrutura do espaço-tempo como aleatória e inerente.
A noção predominante sobre a mudança cósmica é que o universo está se expandindo a uma taxa de aceleração constante. Além disso, entende-se que, ao traçar a história do universo para trás, descobre-se que ele era, em certo ponto, muito mais denso. Se for verdade, a teoria da gravidade do arco-íris proíbe uma singularidade como a postulada no Big Bang. Isso indica que, quando visto ao contrário, o universo se aproxima lentamente de um ponto de densidade terminal sem nunca alcançá-lo, o que implica que o universo não possui um ponto de origem.

## Crítica
Existem restrições rigorosas em cenários de velocidade da luz dependentes de energia. Com base nisso, Sabine Hossenfelder criticou fortemente o conceito de gravidade do arco-íris, afirmando que "Não é uma teoria nem um modelo, é apenas uma ideia que, apesar de mais de uma década de trabalho, nunca se desenvolveu em um modelo adequado. Gravidade do arco-íris não se mostrou compatível com o modelo padrão. Não há quantização conhecida dessa abordagem e não é possível descrever as interações nessa estrutura. Além disso, sabe-se que leva a não-localidades que já foram descartadas. Pelo que estou preocupada, nenhum artigo deve ser publicado sobre o assunto até que essas questões sejam resolvidas."